# Contabilidade social
No Brasil, Contabilidade nacional ou Contabilidade social é uma disciplina da ciência contábil que objetiva mensurar os principais agregados macroeconômicos Trata-se de um sistema contábil que permite a avaliação da atividade econômica. Tem o objetivo de mostrar a situação econômica de um país ou de uma região em termos quantitativos. Não deve ser confundida com a Contabilidade Pública ou Contabilidade Governamental, que advém da lei 4.320/64. Também é extensamente estudada por economistas, por sua estreita interação com a macroeconomia.
A contabilidade social se refere à contabilidade de uma região, nação ou um grupo de nações e aplica técnicas que a diferenciam de outros ramos da contabilidade em razão de ter como objeto de estudo a economia como um todo. Apresenta um conjunto de informações de natureza macroeconômica, sua evolução e sua mensuração através de agregados macroeconômicos.
A contabilidade nacional é um instrumento de mensuração da economia de um país formado por um conjunto integrado de equações e contas, fundamentados em conceitos, classificações e normas contábeis internacionalmente aceitas.
A Contabilidade Social trata da mensuração da atividade econômica e social em seu múltiplos aspectos. Assim, a Contabilidade Social apresenta os sistemas contábeis de estatísticas econômicas oficiais e seus instrumentos de análise. Com efeito, deve ser entendida como um sistema contábil que permite a avaliação da atividade econômica em um determinado período.
A tarefa fundamental das contas nacionais são classificar uma imensa variedade de agentes, os fluxos econômicos e os estoques de ativos e passivos num número limitado de categorias essenciais e integrá-las num esquema contábil de forma a obter uma representação completa e clara, ainda que simplificada, do funcionamento da economia. O esquema contábil das contas nacionais tem sua lógica centrada na ideia de reproduzir os fenômenos essenciais da vida econômica de um país: produção de bens e serviços; geração, alocação e distribuição da renda; consumo e acumulação (IBGE, 2008, p. 17).  
A lógica contábil utilizada para organizar o SCN (Sistema de Contas Nacionais) torna possível a representação da atividade econômica em um circuito. Em sua origem encontra-se a atividade produtiva, ou seja, a produção de bens e serviços, responsável pela geração da renda e que viabiliza as etapas de distribuição e de acumulação no decorrer do ciclo econômico.
As regras e procedimentos contábeis usados no SNA baseiam-se naquelas usados há muito tempo na contabilidade comercial. O princípio tradicional da contabilidade de dupla entrada, segundo o qual uma transação dá origem a um par de entradas de débito e crédito correspondentes nas contas de cada uma das duas partes da transação, é um axioma básico da contabilidade econômica ou nacional. Por exemplo, registrar a venda da produção requer não apenas uma entrada na conta de produção do vendedor, mas também uma entrada de valor igual, geralmente descrita como contraparte, na conta financeira do vendedor para registrar o dinheiro ou crédito financeiro de curto prazo , recebido em troca da produção vendida. Como também são necessárias duas entradas correspondentes para o comprador, a transação deve gerar quatro entradas simultâneas de valor igual em um sistema de contas macroeconômicas que abrangem tanto o vendedor quanto o comprador. Em geral, uma transação entre duas unidades institucionais diferentes sempre exige quatro entradas iguais e simultâneas nas contas do SNA (ou seja, contabilidade de entrada quádrupla), mesmo que a transação seja uma transferência e não uma troca e mesmo que nenhum dinheiro mude de mãos. Essas entradas múltiplas permitem que as interações econômicas entre diferentes unidades e setores institucionais sejam registradas e analisadas. No entanto, as transações dentro de uma única unidade (como o consumo da produção pela mesma unidade que a produziu) requerem apenas duas entradas cujos valores precisam ser estimados.
Para uma unidade ou setor, a contabilidade nacional é baseada no princípio da dupla entrada, como na contabilidade comercial. Cada transação deve ser registrada duas vezes, uma vez como recurso (ou alteração no passivo) e outra como uso (ou alteração no ativo). O total de transações registradas como recursos ou mudanças no passivo e o total de transações registradas como usos ou mudanças no ativo devem ser iguais, permitindo, assim, verificar a consistência das contas. Os fluxos econômicos que não são transações têm suas contrapartes diretamente como alterações no patrimônio líquido. Isso é mostrado na seção D abaixo (e também no capítulo 12, que descreve as outras mudanças na conta de volume de ativos e na conta de reavaliação).

## Componentes da contabilidade social[3]
- Sistema de Contas Nacionais também identificado como Contas Econômicas.
- Contas Satélites: suprem a necessidade de desenvolver as capacidades de análise da contabilidade nacional em áreas sociais e ambientais, sem  sobrecarregar ou adulterar o sistema central de contas.
- Instrumentos analíticos associados à CS: Matrizes de Insumo-Produto e  números índice.

## Macroeconomia x Contabilidade Social[3]
- Macroeconomia: explica o comportamento agregado da economia e seus desdobramentos.
- Contabilidade Nacional: fornece as principais medidas - os agregados macroeconômicos.
- Definição: Contabilidade Nacional é um sistema de contas contábeis que permite a avaliação da atividade econômica.
- O método de avaliação consiste em hierarquizar fatos econômicos, classificar transações relevantes e agrupá-las para serem quantificadas e acompanhadas de forma sistemática e coerente.

Portanto, o acompanhamento dos movimentos de medidas agregadas em macroeconomia é o campo de estudo da teoria macroeconômica. A preocupação com a mensuração dos agregados macroeconômicos é o objeto da Contabilidade Nacional ou Contabilidade Social.

## Pressupostos básicos
- As contas contábeis procuram medir a produção corrente;
- As contas contábeis referem-se a um fluxo de caixa, normalmente de um ano;
- A moeda é neutra, no sentido de que é considerada apenas como unidade de medida e instrumento de trocas.

## Contabilidade Empresarial x Contabilidade Nacional
Para uma unidade institucional, a contabilidade nacional é baseada no princípio da dupla entrada, como na contabilidade comercial. Cada transação deve ser registrada duas vezes, uma vez como recurso (ou alteração no passivo) e outra como uso (ou alteração no ativo). O total de transações registradas como recursos ou mudanças no passivo e o total de transações registradas como usos ou mudanças no ativo devem ser iguais, permitindo, assim, verificar a consistência das contas. Os fluxos econômicos que não são transações têm suas contrapartes diretamente como alterações no patrimônio líquido.
O princípio geral da contabilidade nacional é que as transações entre unidades institucionais sejam registradas quando direitos e obrigações surgirem, forem transformadas ou canceladas. Essa forma de registro é chamada de regime de competência. Em muitos casos, há um atraso entre a transação real e o pagamento ou recebimento correspondente, de modo que as transações são registradas com base regime de caixa. Essas duas abordagens contábeis diferentes podem resultar no registro de transações em momentos diferentes.
Nos últimos anos, o International Accounting Standards Board (IASB) tornou-se cada vez mais importante como criador de padrões para a contabilidade comercial. O IASB promulga as Normas Internacionais de Relato Financeiro (IFRS) e, atualmente, mais de 100 países estão envolvidos nesse processo de harmonização. Muitas grandes empresas, especialmente as multinacionais, já aplicam esses padrões internacionais de contabilidade.
Os princípios subjacentes às IFRS são, na maioria dos casos, inteiramente consistentes com os princípios do SCN. Em particular, vale a pena notar que a introdução das normas explica que a substância econômica deve ter precedência sobre a forma jurídica. O IFRS, como o SNA, presta atenção não apenas à abordagem conceitualmente preferida, mas também às possibilidades práticas.
Como é inevitável que as informações contábeis nacionais das grandes empresas, em particular, sejam extraídas dos dados compilados de acordo com os padrões internacionais de contabilidade, seria vantajoso para a comunidade de contas nacionais ter um interesse maior nos três estágios do desenvolvimento de padrões internacionais de contabilidade e contribuem com seus pontos de vista.
Duas áreas específicas em que o IFRS adota abordagens um pouco diferentes do SNA estão na área de reconhecimento de manter ganhos e perdas como receita e no registro de provisões e passivos contingentes. Um exame mais aprofundado da posição do IASB pode ser útil para refinar o tratamento do SNA dessas questões, se não aceitar a posição do IASB inteiramente, pelo menos mostrando uma reconciliação entre a posição deles e a do SCN. Além do IASB que estabelece padrões para empresas privadas, o Conselho Internacional de Normas Contábeis do Setor Público (IPSASB) desempenha uma função semelhante para órgãos governamentais.
A avaliação nas contas nacionais de ativos e passivos a preços de mercado também está aberta a discussão. De fato, essa “riqueza” pode ser apenas potencial. Por exemplo, a mera sugestão de que alguém que detém uma grande carteira de ações de uma empresa possa alienar suas participações pode levar a uma queda no preço das ações capazes de reduzir o ganho de participação realizado potencial desse mesmo titular. O mesmo se aplica à venda de propriedades por um grande investidor institucional (uma companhia de seguros ou um banco). Por esse motivo, os contadores da empresa são mais cautelosos que os contadores nacionais e aplicam o princípio da avaliação ao preço de compra (exceto no caso de algumas ações cotadas, para as quais o ganho potencial de participação é praticamente certo de se tornar um ganho real). Esse cuidado leva a dificuldades na interpretação da quantidade exata de ativos e passivos nas contas da empresa. Esses totais não refletem a realidade econômica, pois agregam ativos ou passivos avaliados em datas muito diferentes. Essa diferença entre as contas da empresa e as contas nacionais dificulta o uso dos balanços patrimoniais da empresa no cálculo das contas patrimoniais das contas nacionais. No entanto, é possível que os dois conjuntos de contas coincidam melhor com a aplicação do princípio de “valor justo” nas contas da empresa. A aplicação do "valor justo" é equivalente à avaliação dos ativos e passivos das empresas de maneira semelhante às contas nacionais. Este princípio está sendo recomendado para alguns ativos e passivos pelo International Accounting Standards Board (IASB), a organização internacional de estabelecimento de padrões contábeis para empresas listadas.
Os dados de entrada da contabilidade nacional para a elaboração de contas que abrangem todos os agentes econômicos, inclusive as famílias. Apesar do nome, as contas nacionais têm apenas uma semelhança parcial com as contas de uma empresa. As estruturas gerais são semelhantes, mas as fontes de dados são totalmente diferentes. O contador empresarial tem à sua disposição um Livro Razão que mostra até o último centavo todas as transações realizadas pela empresa durante o período. O contador nacional obviamente não tem nada semelhante para todos os agentes, especialmente para as famílias. Por esse motivo, não é razoável falar em "estatísticas de contas nacionais". A adição da palavra "estatística" implica a aceitação das noções de aproximação, estimativa e revisão, coisas nas quais os contadores nacionais se destacam.

## As três óticas de mensuração da atividade econômica
São elas o Produto, a Despesa e a Renda
- PRODUTO NACIONAL ({\displaystyle PN}) - É o valor de todos os bens e serviços finais produzidos em determinado período de tempo. Medida do fluxo de produção.

Valor: os preços permitem agregar bens diferentes; moeda é a unidade-padrão de agregação.
Bens e serviços finais: não se consideram os bens e serviços intermediários.
Período de tempo: mês, ano.
- DESPESA NACIONAL ({\displaystyle DN}) - É o valor das despesas dos vários agentes na compra de bens e serviços finais.

{\displaystyle DN={\text{Despesas de consumo}}\ (C)}
Despesas das famílias com bens de consumo, despesas com investimentos das empresas, gastos do governo e gastos do setor externo.
- RENDA NACIONAL ({\displaystyle RN}) - É a soma dos rendimentos pagos às famílias, que são proprietárias dos fatores de produção, pela utilização de seus serviços produtivos.

{\displaystyle RN={\text{salários}}\ (w)+juros\ (j)+{\text{aluguéis}}\ (a)+lucros\ (l)}
{\displaystyle {\text{Identidade básica}}} - {\displaystyle PN({\text{produto nacional}})=DN({\text{despesa nacional}})=RN({\text{renda nacional}})}
- VALOR ADICIONADO - Consiste no cálculo do que cada ramo da atividade adicionou ao valor do produto final, em cada etapa do processo produtivo.

{\displaystyle VA=VBP-{\text{consumo de produtos intermediários}}},
{\displaystyle {\text{então,}}}
{\displaystyle PN=DN=RN=VA}
- POUPANÇA ({\displaystyle S}) - É a parcela da {\displaystyle RN} não consumida no período, isto é, da renda gerada (salários, juros, aluguéis, lucros), parte não é gasta em bens de consumo.

{\displaystyle S=RN-C}
- INVESTIMENTO ({\displaystyle I}) - É o gasto em bens que representam aumento da capacidade produtiva da economia, isto é, da capacidade de gerar rendas futuras; É o gasto em bens produzidos, que não foram consumidos no próprio período e que serão utilizados para consumo futuro.

{\displaystyle I=PN-C}
{\displaystyle I=Ibk+DE}
- DEPRECIAÇÃO - É o consumo do estoque de capital físico, em dado período.

{\displaystyle PNL=PNB-d}
- PRODUTO NACIONAL A PREÇOS DE MERCADO E A CUSTO DE FATORES

PN a preços de mercado ({\displaystyle PNpm}) - é o {\displaystyle PN} medido a partir dos valores transacionados no mercado (ou seja, medido pelo preço pago pelo consumidor final).
PN a custo de fatores ({\displaystyle Pncf}) - é o {\displaystyle PN} medido a partir dos valores que refletem os custos de produção, a remuneração aos fatores.
{\displaystyle PNpm=Rncf+Ti-Sub}
- Renda Líquida de fatores externos ({\displaystyle RLFE}) - é a remuneração dos ativos pertencentes a estrangeiros, divide-se em:

1. Renda Enviada ao Exterior ({\displaystyle RE}) - parte do que foi produzido internamente não pertence aos nacionais (capital e tecnologia). A remuneração desses fatores vai para for a do país.
2. Renda Recebida do Exterior ({\displaystyle RR}) - recebemos renda devido à produção de nossas empresas operando no exterior.

- PIB (Produto Interno Bruto) - é a renda devida à produção dentro dos limites territoriais do país.

{\displaystyle RLFE=RR-RE}
- Produto Nacional Bruto ({\displaystyle PNB}) - renda que pertence efetivamente aos nacionais, incluindo a renda recebida de nossas empresas no exterior, e excluindo a renda enviada para o exterior pelas empresas estrangeiras localizadas no Brasil.

{\displaystyle PNB=PIB+RLFE}
- DESPESA NACIONAL[24]

{\displaystyle DN=C+I+G+X-M}